# قائمة البعثات الدبلوماسية في ترانسنيستريا

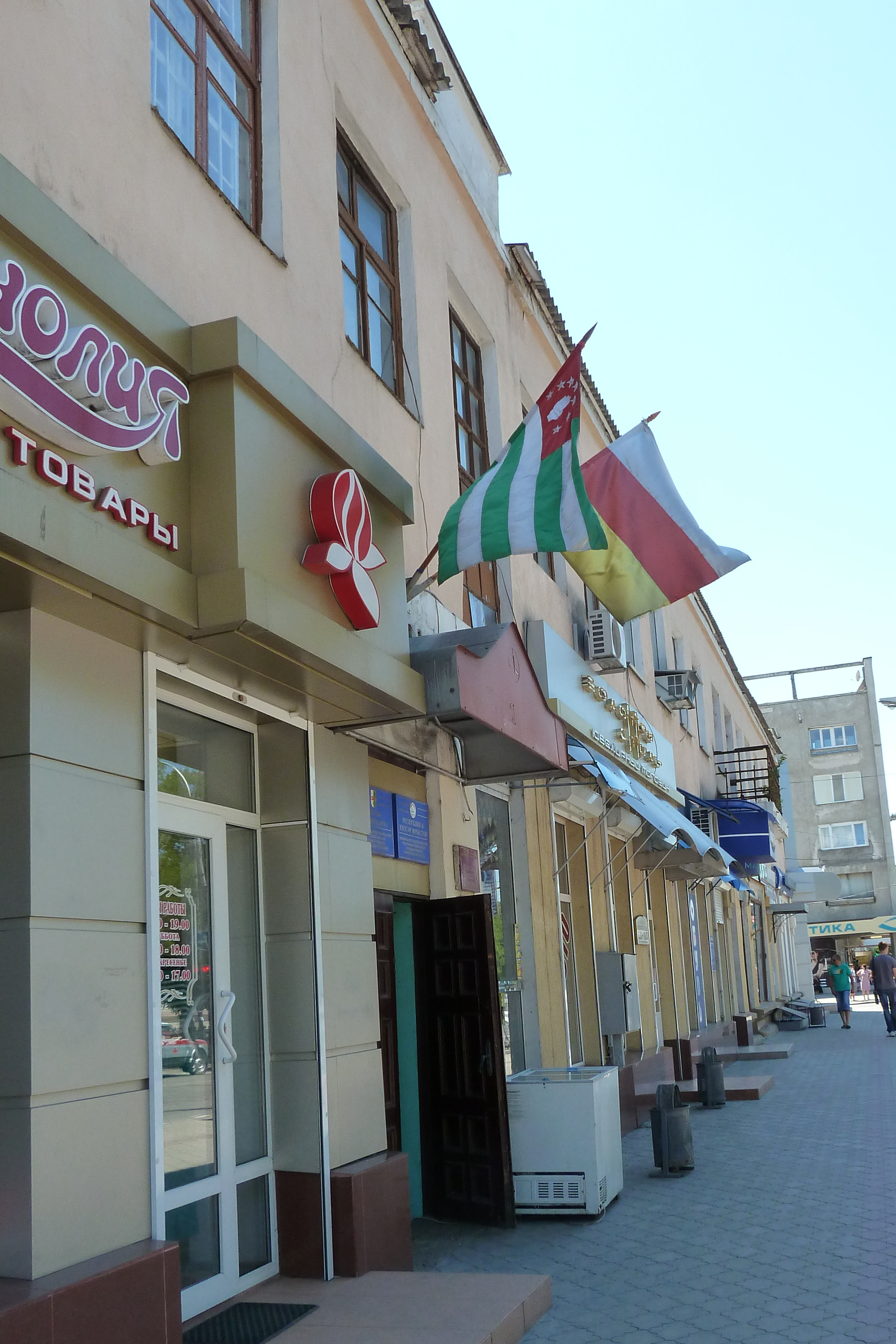
تمثيلات أبخازيا وأوسيتيا الجنوبية في تيراسبول ، ترانسنيستريا

قائمة البعثات الدبلوماسية في ترانسنيستريا (بالإنجليزية: List of diplomatic missions in Transnistria)، تسرد هذه المقالة البعثات الدبلوماسية في ترانسنيستريا. ترانسنيستريا هي دولة ذات اعتراف محدود، انفصلت عن مولدوفا بعد حرب ترانسنيستريا في عام 1992. لم تتلق ترانسنيستريا اعترافًا من أي دولة عضو في الأمم المتحدة. تم الاعتراف بها كدولة مستقلة من قبل أبخازيا وناغورنو كاراباخ وأوسيتيا الجنوبية فقط. في الوقت الحاضر، لا يوجد في العاصمة تيراسبول سفارات، ولكن مكتبين تمثيليين وقنصلية واحدة.

## علاقات دبلوماسية
| شخصية            | تاريخ الاعتراف                          | تأسيس العلاقات الدبلوماسية | ملحوظات                                                                                  |
| ---------------- | --------------------------------------- | -------------------------- | ---------------------------------------------------------------------------------------- |
| أبخازيا          | 22 كانون الثاني / يناير 1993 أو قبل ذلك | —                          | الاعتراف المتبادل. مكاتب تمثيلية في تيراسبول وسوخومي. العلاقات بين أبخازيا وترانسنيستريا |
| أرتساخ           | 4 تموز / يوليه 2001 أو قبل ذلك          | —                          | الاعتراف المتبادل.                                                                       |
| أوسيتيا الجنوبية | 12 تشرين الأول / أكتوبر 1994 أو قبل ذلك | —                          | الاعتراف المتبادل. مكاتب تمثيلية في تيراسبول وتسخينفالي.                                 |

العلاقات الخارجية لترانسنيستريا
ترانسنيستريا

بالإضافة إلى العلاقات الدبلوماسية الرسمية، تستخدم ترانسنيستريا أدوات محددة لتفعيل العلاقات السياسية الخارجية عبر الدبلوماسية العامة. على سبيل المثال، أنشأ رئيس ترانسنيستريا على جائزة الدولة سام الصداقة (بالروسية: Орден Дружбы) في عام 2012 للأجانب تزيين في المقام الأول. ومنذ ذلك الحين تم منحها للأفراد (سياسيين بشكل أساسي) من روسيا وأبخازيا وأوسيتيا الجنوبية وإيطاليا والكنيسة الكاثوليكية.

## أوروبا
- أبخازيا.
  - سوخومي (مكتب تمثيلي).[10]
- روسيا.
  - موسكو (المكتب الدبلوماسي الرسمي).[11]
- أوسيتيا الجنوبية.
  - تسخينفالي (مكتب تمثيلي).[12]

## السفارات
- تيراسبول.

## مكاتب تمثيلية
تيراسبول
- أبخازيا.[13]
- أوسيتيا الجنوبية.[6]

## القنصليات
تيراسبول
- روسيا (المكتب القنصلي).[14]

## ملحوظات
1. 1 2  The date, when Abkhazia, South Ossetia and Transnistria recognize each other is not clear. Abkhazia and Transnistria signed a Treaty on Friendship and Cooperation on 22 January 1993, South Ossetia and Transnistria signed a Treaty on Friendship and Cooperation on 12 October 1994. نسخة محفوظة 25 فبراير 2021 على موقع واي باك مشين.

## روابط خارجية
- وزارة خارجية جمهورية مولدوفا بريدنيستروفيا.